# Графический движок
Графический движок (англ. graphics engine; иногда «рендерер» или «визуализатор») — промежуточное программное обеспечение (англ. middleware), программный движок, основной задачей которого является визуализация (рендеринг) двухмерной или трёхмерной компьютерной графики. Может существовать как отдельный продукт или в составе игрового движка. Может использоваться для визуализации отдельных изображений или компьютерного видео. Графические движки, использующееся в программах по работе с компьютерной графикой (таких, как 3ds Max, Maya, Cinema 4D, Zbrush, Blender), обычно называются «рендерерами», «отрисовщиками» или «визуализаторами». Само название «графический движок» используется, как правило, в компьютерных играх.
Основное и важнейшее отличие «игровых» графических движков от неигровых состоит в том, что первые должны обязательно работать в режиме реального времени, тогда как вторые могут тратить по несколько десятков часов на вывод одного изображения. Вторым существенным отличием является то, что начиная приблизительно с 1995-1997 года, графические движки производят визуализацию с помощью графических процессоров, которые установлены на отдельных платах — видеокартах. Программные графические движки используют только центральные процессоры.

## Графические движки в компьютерных играх

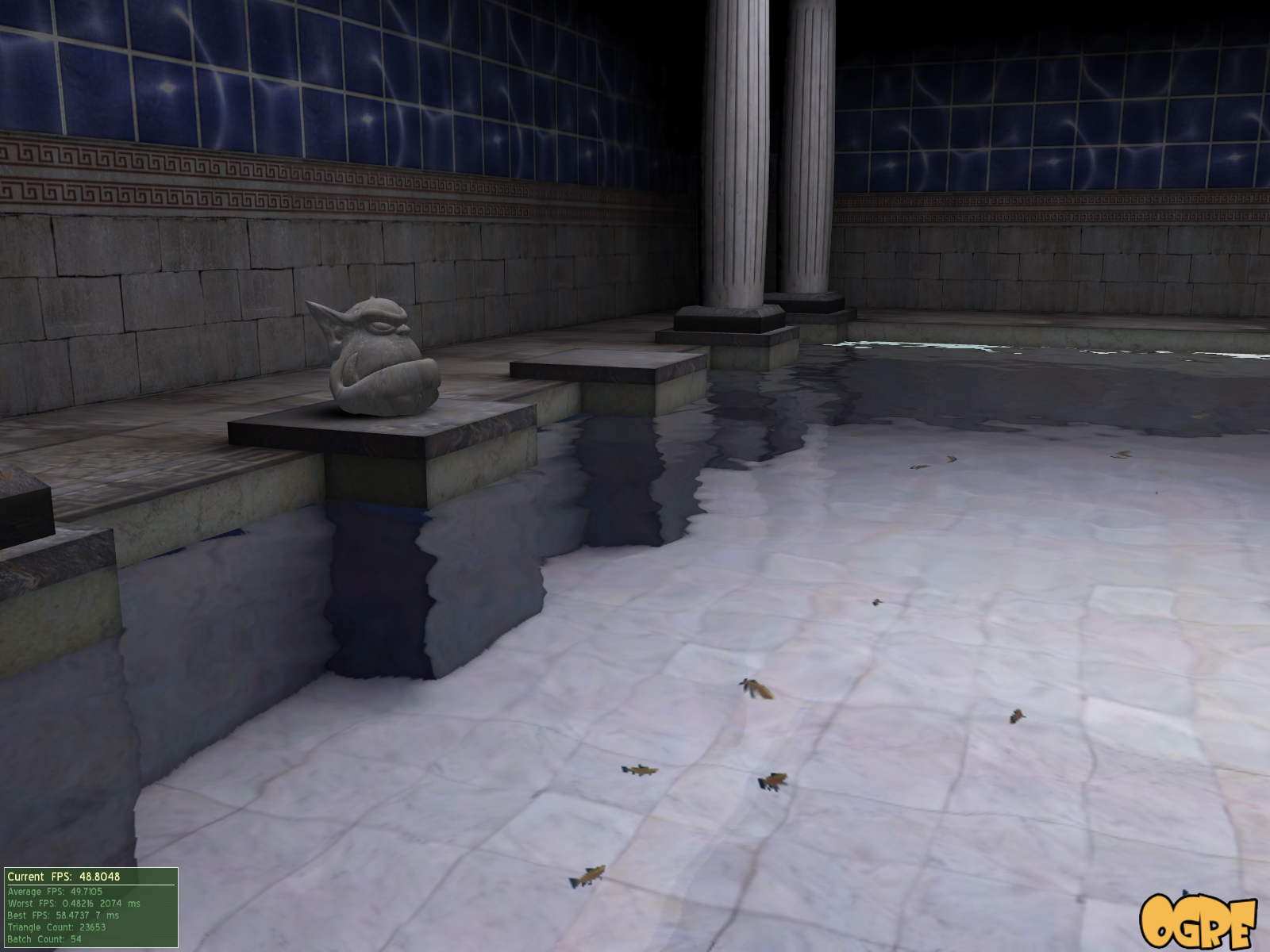
Скриншот из бенчмарка «Fresnel Reflections and Refractions» (Дифракция Френеля) из пакета «OGRE Demos pack». В данном тесте демонстрируется работа движка с водой, отражениями и преломлениями в водной среде. Параметры визуализации: оригинальное разрешение 1600*1200 пикселей, OpenGL-движок, 16-кратное полноэкранное сглаживание (FSAA), 32-битный цвет. В кадре присутствует 23653 треугольника.

Как правило, графические движки не распространяются отдельно от игровых. Единственного графического движка без дополнительных компонентов и инструментария недостаточно для создания игры, поэтому разработчики движков продают лишь игровые движки с полным набором инструментов и компонентов. Однако это правило не относится к свободному программному обеспечению. Энтузиасты создают свободные графические движки и свободно их распространяют. Впоследствии разработчики игр могут объединить свободный графический движок с физическим, звуковым и другими компонентами и создать на основе их полноценный игровой движок.
К самым известным свободным графическим движкам относятся:
- OGRE — объектно-ориентированный графический движок, написанный на C++. Движок является многофункциональным, так как с его помощью можно создавать игры разных жанров и другие приложения, не связанные с играми. Поддерживается рендеринг как через Direct3D9, так и через OpenGL. Движок имеет довольно массивное сообщество поддержки, обширную документацию и обучающие примеры на многих языках, включая русский.
- Irrlicht — графический движок, использующий возможности OpenGL и DirectX, написанный на C++.
- GLScene — OpenGL-ориентированный графический движок для Delphi.

## Графические движки в специализированных программах

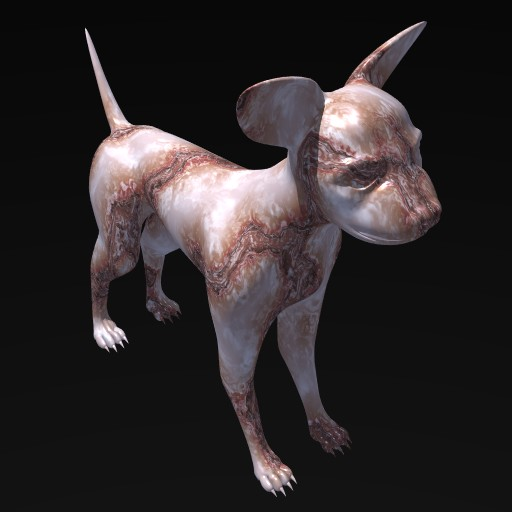
«Мраморный чихуахуа» — изображение, созданное с использованием встроенного движка Blender

Большинство популярных программ по работе с трёхмерной графикой имеет минимум один встроенный движок, но часто имеется возможность подключить внешний в качестве плагина. К самым известным графическим движкам, которые могут использоваться как плагины в множестве программ, относятся:
- RenderMan
- mental ray
- V-Ray
- Brazil R/S
- Maxwell Render
- Indigo Renderer
- YafRay
- POV-Ray

## Графические движки с GPU-ускорением и трассировкой лучей
Начиная с 2009 года, в связи с развитием графических процессоров, а именно в связи с увеличением их многофункциональности и гибкости, начали разрабатываться и выходить графические движки реального времени, которые используют мощности GPU для расчётов. Как правило, такие движки реализуют освещение через метод трассировки лучей, а геометрия иногда представлена вокселями, а не полигонами. Данные движки предназначаются для работы как в компьютерных играх, так и в других интерактивных и не интерактивных приложениях, включая научные расчёты.
- OptiX — графический движок реального времени, разработанный nVidia, использующий CUDA, работающий исключительно на графических процессорах производства nVidia и предназначенный для разнообразных вычислений, исследований и моделирований. «OptiX» является гибридным движком — основным является использование трассировки лучей, но присутствует и растеризация.[1]
- Octane Render — графический движок реального времени, разработанный компанией Refractive Software LTD, использующий CUDA и работающий на всех графических процессорах nVidia, начиная с 8Х00. Использует трассировку лучей.[2]
- id Tech 6 — графический движок, входящий в состав игрового движка id Tech 6, будет использовать трассировку лучей и воксели.